# Kościół Wniebowzięcia Najświętszej Maryi Panny w Łebie
Kościół Wniebowzięcia Najświętszej Maryi Panny w Łebie – rzymskokatolicki kościół parafialny znajdujący się w Łebie, w województwie pomorskim. Należy do dekanatu Łeba diecezji pelplińskiej. Jest jedynym rejestrowanym zabytkiem miasta.

## Historia
Świątynię zaczęto budować w 1683 roku po spaleniu od uderzenia pioruna w 1682 roku poprzedniego kościoła. Pierwotnie budowla należała do protestantów. Wieża kościelna została wybudowana w 1685 roku. Zostały w niej zamontowane dwa dzwony z Gdańska. W dniu 3 marca 1761 roku wieża runęła. Nowa wieża została ukończona w 1763 roku. W 1791 roku w świątyni zostały zamontowane organy, podarowane przez łebianina, które były używane przez 40 lat. W 1833 roku kupiec z Bordeaux, który pochodził z Łeby, sprowadził nowy instrument. Z czasem stan techniczny świątyni uległ pogorszeniu. Gruntownie wyremontowano ją w 1860 roku, jednocześnie usunięte zostały elementy starszego wyposażenia. W tym samym roku kościół otrzymał trzy nowe dzwony. W 1912 roku przeprowadzono kolejny remont budowli. Świątynia otrzymała wtedy trzecie w swej historii organy. W 1933 roku obchodzono 250-letnią rocznicę rozpoczęcia budowy kościoła. Po zakończeniu II wojny światowej, w maju 1946 roku władze państwowe przekazały świątynię katolikom. W dniu 11 maja 1946 roku powstała parafia pod wezwaniem Wniebowzięcia Najświętszej Maryi Panny prowadzona do dziś przez ojców oblatów. Kościół został poświęcony w dniu 19 maja 1946 roku.

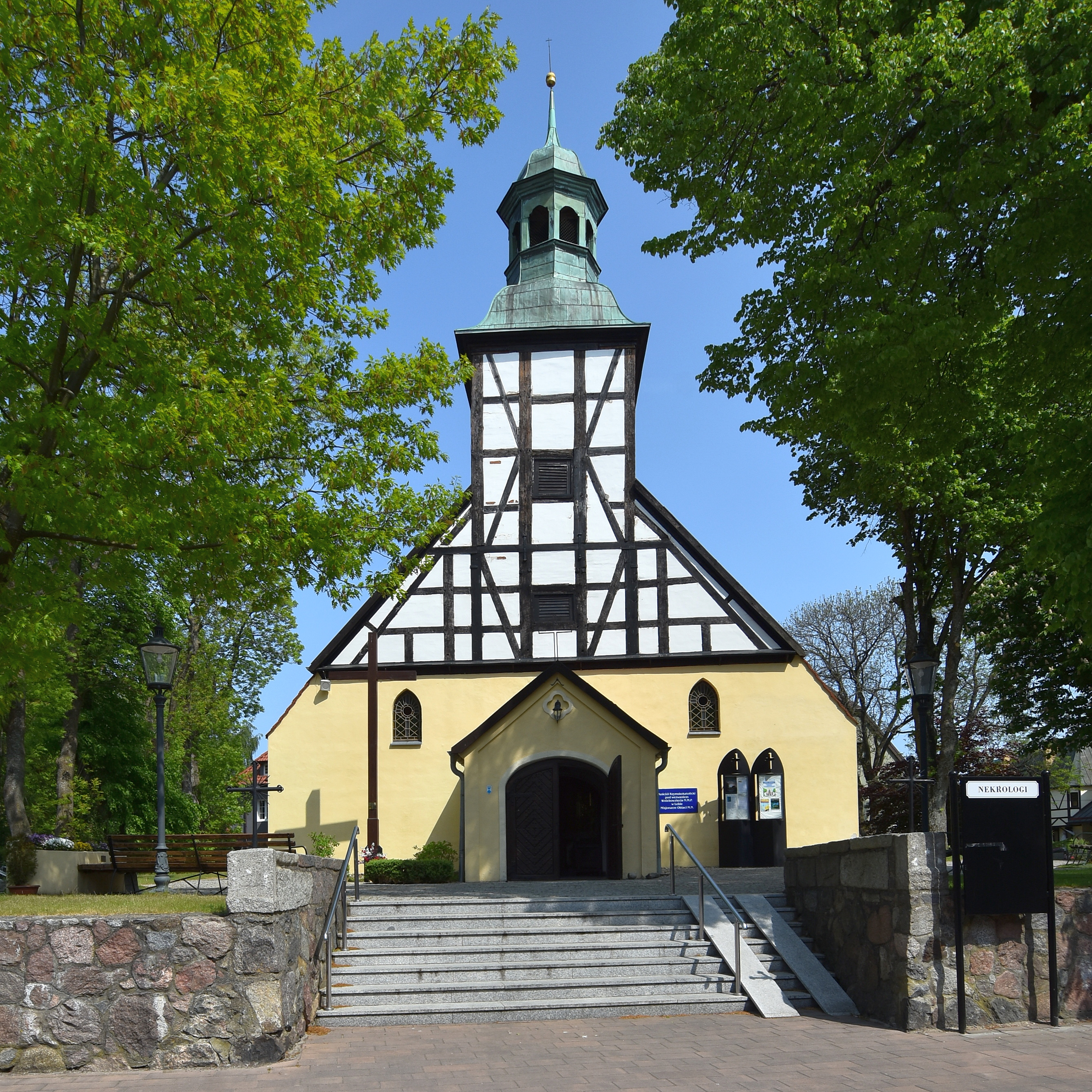
Elewacja frontowa
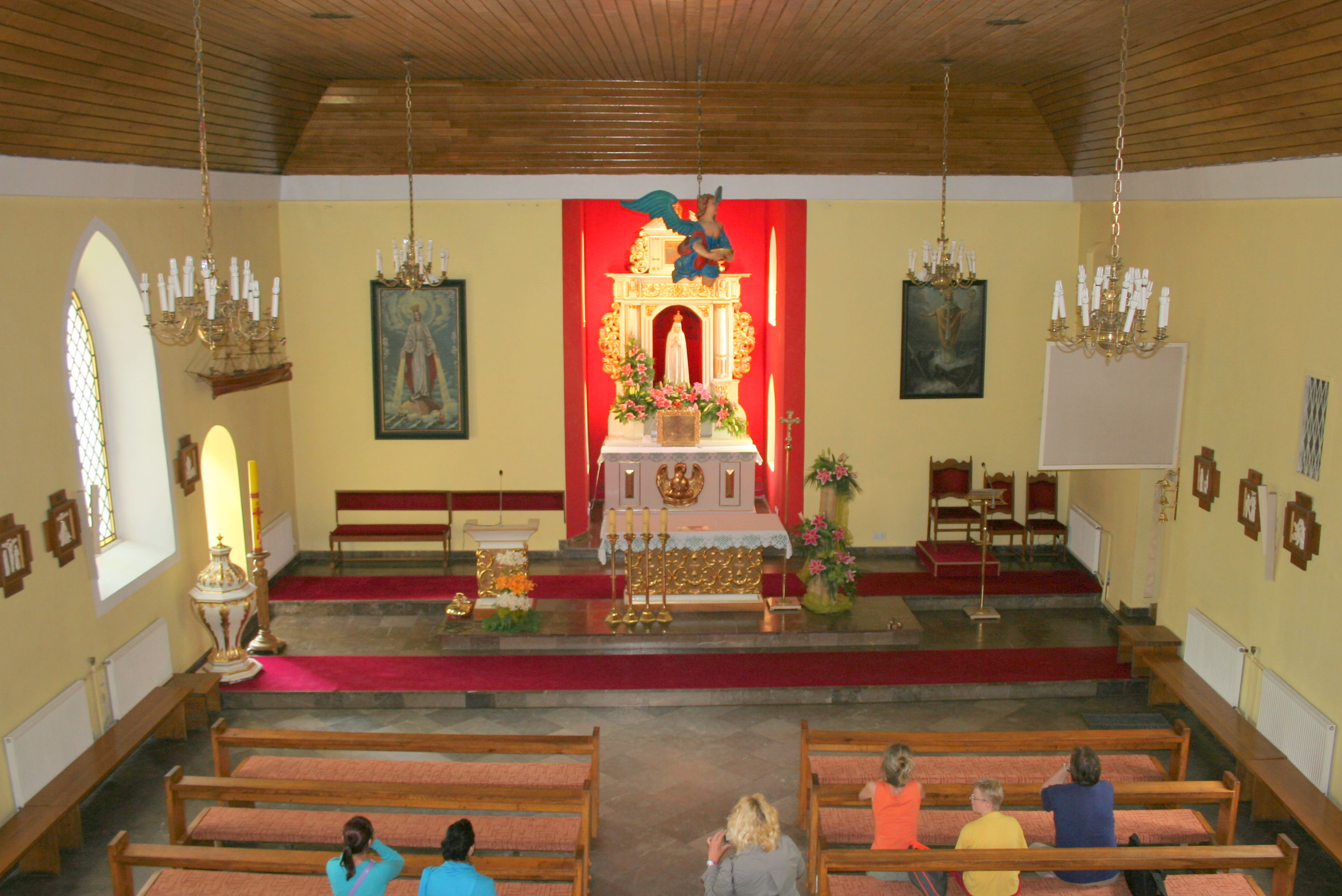
Wnętrze
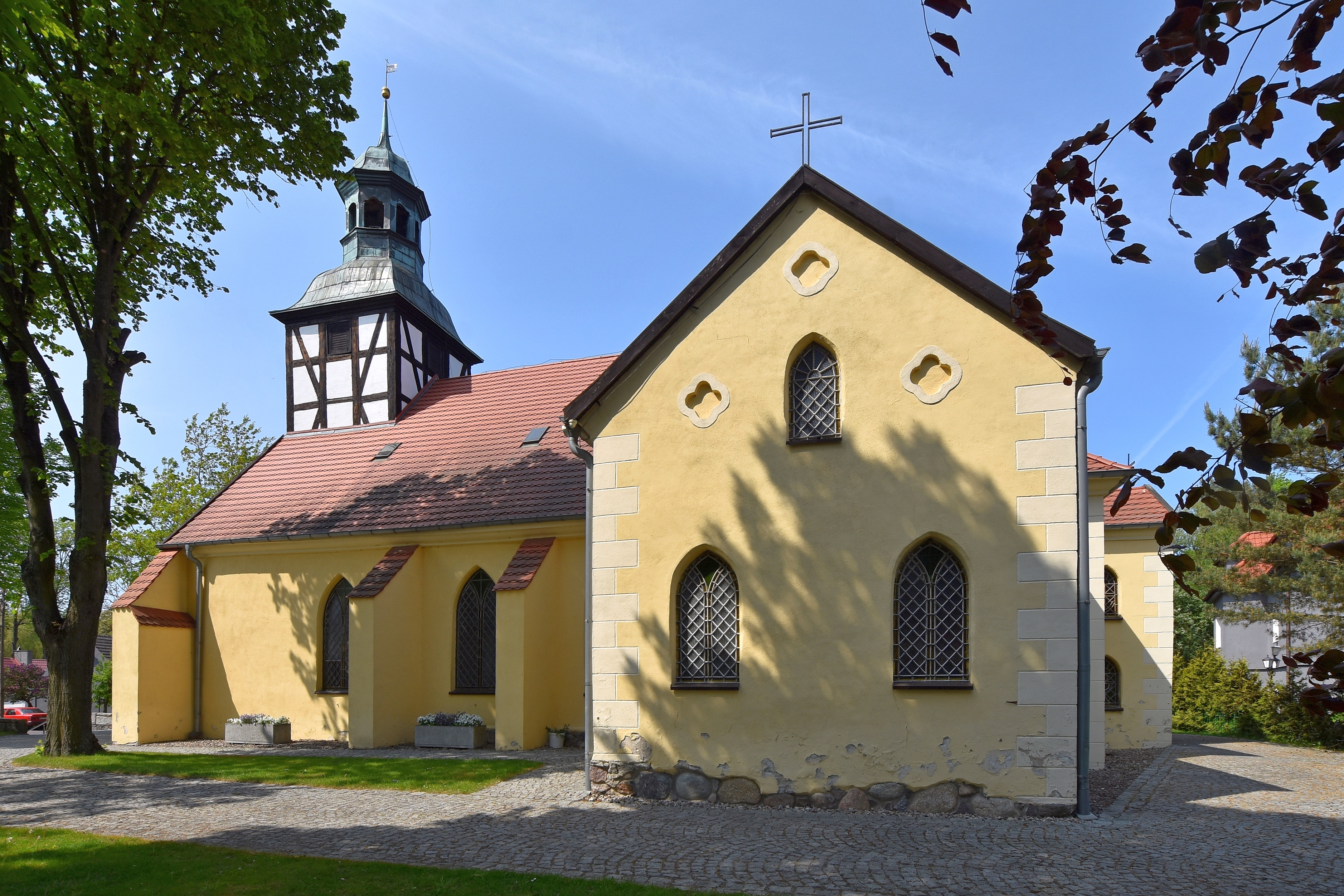
Elewacja boczna